# Olomouc
Olomouc ([ˈɔlɔmɔu̯ʦ], en alemany Olmütz, en polonès Ołomuniec, en llatí Eburum o Olomucium) és una ciutat de la Moràvia Septentrional, a la República Txeca, prop del riu Morava. Del segle xiii al xvii fou, alternativament amb Brno, capital de Moràvia. La seva població era de 100.752 habitants l'any 2005.
És bisbat des del 1063 i arquebisbat des del 1777. Hi ha la catedral de Sant Wenceslau (començada al segle xii) i algunes esglésies gòtiques i barroques, i l'Ajuntament és l'antiga residència dels prínceps-bisbes (1664-1774). Compta amb una universitat. És nus de comunicacions, amb importants indústries metal·lúrgiques, alimentàries i químiques.
Gustav Mahler en va dirigir l'orquestra municipal el 1883.
En aquesta ciutat s'hi troba la Columna de la Santíssima Trinitat d'Olomouc inscrita en la llista del Patrimoni de la Humanitat de la UNESCO.

## Fills il·lustres
- Adalbert Rihovsky (1871-1950), compositor musical.
- Leo Fall (1873-1925), compositor musical.
- Edmund von Strauß (1869-1919), director d'orquestra i compositor musical.
- Gottfried Finger (1655(56)-1730), concertista i compositor del Barroc.
- Miloslav Ištvan (1928-1990), compositor, pianista i professor de música.
- Valentin Petyrek (1816-1869), compositor musical.
- Edgar G. Ulmer (1904 - 1972), director de cinema.